# Катар-6
Ка́тар-6 (Qatar 6) — двойная звезда в созвездии Волопаса на расстоянии приблизительно 329 световых лет (около 101 парсек) от Солнца. Видимая звёздная величина звезды — +11,44m. Возраст звезды определён как около 1,02 млрд лет.
Вокруг звезды обращается, как минимум, одна планета.
Катар-6 не видна невооружённым глазом. Её можно найти на небе в восточной части созвездия Волопаса, немного южнее звезды ε Волопаса (она же Мирак, либо Ицар).

## Характеристики
Первый компонент (Qatar-6A) — оранжевый карлик спектрального класса K2V. Видимая звёздная величина звезды — +11,5m. Масса — около 0,822 солнечной, радиус — около 0,77 солнечных, светимость — около 0,306 солнечных. Эффективная температура — около 4918 K.
Второй компонент (Qatar-6B) — красный карлик спектрального класса M. Масса — около 0,244 солнечной. Эффективная температура — около 3330 K. Удалён на 4,8 угловой секунды (около 482 а.е.).

## Планетная система
В 2017 году группой астрономов, работающих в рамках проекта QES, было объявлено об открытии планеты Катар-6 b. Это типичный горячий газовый гигант с массой, равной 66% массы Юпитера. Он обращается на расстоянии 0,04 а.е. от родительской звезды, совершая полный оборот вокруг неё за 3,5 суток.